# Nabi Gʻaniyev
Nabi Gʻaniyev (* 15. September 1904 in Taschkent; † 29. Oktober 1953 ebenda) war ein usbekisch-sowjetischer Filmregisseur, der eine der wichtigsten Personen für das Entstehen der usbekischen Filmtradition war. In den Jahren 1921 bis 1924 studierte er an den staatlichen  Künstlerisch-Technischen Werkstätten in Moskau. Danach arbeitete er bei Usbekfilm in Taschkent. Seine Filme haben bei der Herausbildung des usbekischen Kinos eine bedeutende Rolle gespielt. 2001 wurde ihm der Orden für hervorragenden Dienst (usbekisch Buyuk xizmatlari uchun) postum verliehen. Seine Urenkelin Rayhon ist eine berühmte Sängerin.